# Kateřina Zemanová
Kateřina Zemanová (* 1. ledna 1994 Praha) je dcera bývalého premiéra a bývalého prezidenta České republiky Miloše Zemana z jeho druhého manželství s Ivanou Zemanovou. V letech 2012–2013 se angažovala v otcově první prezidentské předvolební kampani.

## Život

### Vzdělání
Od září 2005 do prosince 2012 studovala na soukromém osmiletém gymnáziu PORG v pražské Libni. Jelikož po půlročním studijním pobytu na jedné high school ve státě Michigan (USA) nesložila komisionální zkoušky z matematiky, ze školy odešla a nastoupila na pražské soukromé Anglicko-české gymnázium AMAZON, kde v květnu 2014 odmaturovala. Krátce pobývala v Anglii, Dánsku a určitou dobu také pracovala v Řecku. V roce 2013 uvažovala o studiu mezinárodních vztahů a jazyků (angličtiny, francouzštiny i ruštiny) na některé vysoké škole v Česku, ale zajímala se také o studium ve Švédsku nebo Austrálii, aby mohla vstoupit například do diplomatických služeb. V roce 2016 prezident Zeman sdělil, že Kateřina Zemanová studuje a pracuje v Londýně (UK).

### Politické aktivity
V letech 2012–2013 se Kateřina Zemanová veřejně angažovala v předvolební kampani svého otce, který kandidoval na prezidenta České republiky. Prohlásila, že pokud bude její otec zvolen českým prezidentem, „tak to bude jedna z nejlepších věcí, co se zemi může stát“. Pro prezidentskou kampaň Miloše Zemana také nechala udělat svoji fotografii v ateliéru Jakuba Ludvíka.

### Osobní život
Má staršího polorodého bratra z otcova prvního manželství, kterým je lékař, neurolog David Zeman (* 1971).
Některá média informovala o jejím vztahu s Vladimírem Krulišem, mužem, který vedl prezidentskou kampaň jejího otce, prezidenta Miloše Zemana. Vztah po několika měsících skončil.

### Kontroverze
Bulvární web eXtra.cz, obdobně jako iDNES.cz, uveřejnily v říjnu 2013 video, články a snímky zachycující dívku podobnou Kateřině Zemanové na párty se skupinovým sexem. Dívka nápadně podobná Kateřině Zemanové včetně znamének na obličeji zde byla zachycena v těsné blízkosti profesionálních pornoherců v akci; tato zde nicméně pornografický výstup neměla, resp. skupinového sexu se zde neúčastnila. Média označila uvedené video za přesvědčivé. Kateřina Zemanová svou účast na této párty z německé produkce Karlberg, která se dle médií natáčela už 20. září 2012 v kulturním domě na pražském Zličíně, popřela. Konkrétně uvedla: „Nikdy jsem se žádné takové akce nezúčastnila. Jedná se o podvrh.“ Mluvčí prezidenta Hana Burianová rovněž označila uveřejněné video za podvrh. Pro média upřesnila, že: „se jedná o vyjádření Kateřiny Zemanové, nikoli Hradu“. Prezident se ke kauze vyjádřil ve smyslu, že video neviděl a své dceři věří. Tehdejší tisková mluvčí prezidenta byla následně propuštěna a novým mluvčím prezidenta se stal Jiří Ovčáček. V roce 2020 Kateřina Zemanová přiznala svou účast na uvedeném pornovečírku.
Podle Jiřího Paroubka měla aféra vliv na aktivitu prezidenta Zemana před volbami v říjnu 2013, který vlivem aféry ztratil strategickou iniciativu, přestal nastolovat témata (nejen pro volební kampaň) a přitahovat k nim pozornost.